# Hethemia auranticolorata
Hethemia auranticolorata là một loài bướm đêm trong họ Geometridae.